# Sân vận động Đà Lạt
Sân vận động Đà Lạt là một sân vận động đa năng tại phường Lang Biang - Đà Lạt, tỉnh Lâm Đồng, Việt Nam. Sân có sức chứa 20.000 chỗ ngồi và là công trình thuộc Trung tâm Văn hóa - Thể thao tỉnh Lâm Đồng, là sân vận động lớn nhất tỉnh Lâm Đồng và đẹp nhất tại khu vực Tây Nguyên.
Dự án Khu Văn hóa thể thao đã được khởi công xây dựng hạ tầng từ 2013 và chính thức khởi công xây dựng sân vận động ngày 3 tháng 2 năm 2020. Sân chính thức được khánh thành vào ngày 31 tháng 12 năm 2023.

## Xây dựng
Trung tâm Văn hóa – Thể thao tỉnh Lâm Đồng được khởi công xây dựng hạ tầng cuối năm 2013, trong đó bao  với sức chứa khoảng 20.000 chỗ ngồi. Tuy nhiên, đến năm 2018, dự án Sân vận động Đà Lạt mới được triển khai đầu tư. Sau khi hoàn tất đấu thầu, công trình chính thức được khởi công vào ngày 03 tháng 02 năm 2020. Tuy nhiên, trong quá trình xây dựng nhà thầu đã trì hoãn việc xây dựng đến hai lần và bị xử phạt vi phạm hợp đồng khoảng 144 triệu đồng. Theo Sở Kế hoạch và Đầu tư tỉnh Lâm Đồng, nguyên nhân dẫn đến việc chậm trễ thi công là do mặt bằng thi công, khó khăn nhân công, giá vật tư, COVID-19,... Đến ngày 23 tháng 3 năm 2023, cơ quan chức năng tỉnh Lâm Đồng đã chấm dứt hợp đồng với nhà thầu thực hiện gói thầu số 5. Lý do được chính quyền địa phương đưa ra là do nhà thầu "không còn năng lực tiếp tục thực hiện hợp đồng".
Sau khi chấm dứt hợp đồng với nhà thầu, UBND tỉnh Lâm Đồng đồng ý cho chủ đầu tư tổ chức lựa chọn nhà thầu tiếp tục thực hiện khối lượng công việc còn lại của gói thầu số 5 theo hình thức chỉ định. Đến nay, sân vận động Đà Lạt đã hoàn thành và được khánh thành, đưa vào sử dụng đúng vào dịp kỷ niệm 130 năm Đà Lạt hình thành và phát triển.

## Đặc điểm

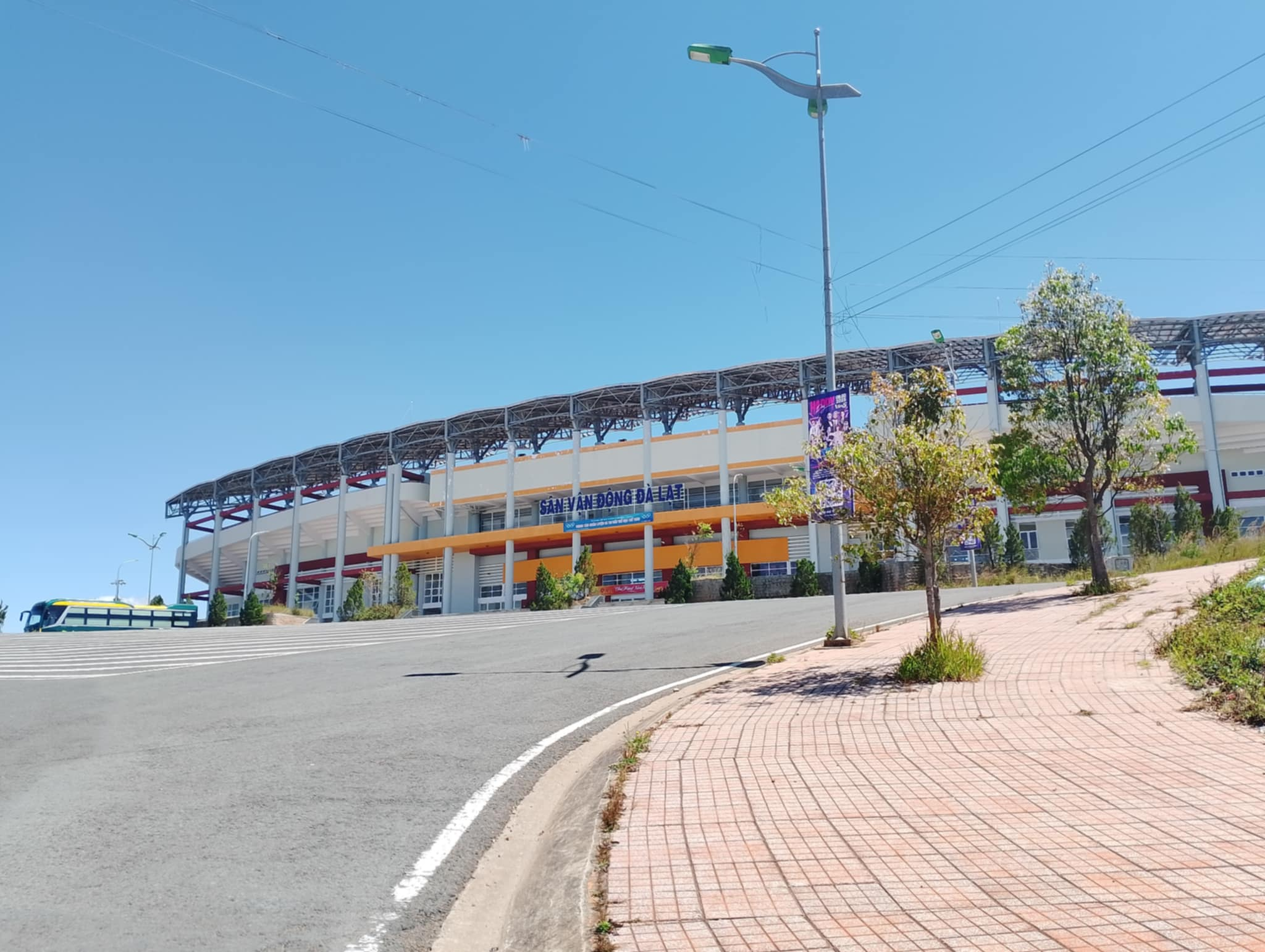
Hình ảnh sân vận động Đà Lạt chụp bên ngoài

Sân vận động Đà Lạt được xây dựng tại đồi Thánh Mẫu, đường Xô Viết Nghệ Tĩnh, phường Lang Biang - Đà Lạt với tổng diện tích 85 ha, bao gồm khu thể thao, khu công viên văn hóa, vui chơi giải trí và trung tâm huấn luyện thể thao Quốc gia. Công trình được xây dựng với tổng mức đầu tư là 300 tỷ đồng với 217 tỷ đồng từ vốn ngân sách nhà nước và phần còn lại là từ nguồn xã hội hóa. Theo quy hoạch, dự án bao gồm 3 phân khu là khu thể thao, khu văn hóa và khu tái định cư. Khi hoàn tất, công trình hiện là trở thành sân vận động lớn nhất tỉnh Lâm Đồng và đẹp nhất khu vực Tây Nguyên.
Bên cạnh việc phục vụ cho các hoạt động thể thao, sân cũng được biết đến là địa điểm chụp hình check-in thu hút du khách tại Đà Lạt.